# Malice n Wonderland
Malice n Wonderland – dziesiąty studyjny album amerykańskiego rapera o pseudonimie Snoop Dogg. Został wydany 8 grudnia 2009 nakładem wytwórni Doggy Style Records, której założycielem i właścicielem jest Snoop Dogg. Do utworów „That’s Tha Homie”, „Gangsta Luv”, „I Wanna Rock” i „Pronto” zrealizowano teledyski.

## Lista utworów
Opracowano na podstawie źródła.
| Nr | Tytuł                 | Gościnnie             | Producent                       | Czas |
| -- | --------------------- | --------------------- | ------------------------------- | ---- |
| 1  | „Intro”               |                       | Snoop Dogg                      | 0:14 |
| 2  | „I Wanna Rock”        |                       | Scoop DeVille                   | 3:56 |
| 3  | „2 Minute Warning”    |                       | Terrace Martin                  | 1:53 |
| 4  | „1800”                | Lil Jon               | Lil Jon                         | 3:35 |
| 5  | „Different Languages” | Jazmine Sullivan      | Teddy Riley, Scoop DeVille, PMG | 4:44 |
| 6  | „Gangsta Luv”         | The-Dream             | The-Dream, Tricky Stewart       | 4:16 |
| 7  | „Pronto”              | Soulja Boy Tell 'Em   | B-Don, Super Ced                | 4:57 |
| 8  | „That’s Tha Homie”    |                       | Danja                           | 5:43 |
| 9  | „Upside Down”         | Problem Nipsey Hussle | Terrace Martin                  | 4:44 |
| 10 | „Secrets”             | Kokane                | Battlecat                       | 4:53 |
| 11 | „Pimpin Ain’t EZ”     | R. Kelly              | Nottz                           | 4:12 |
| 12 | „Luv Drunk”           | The-Dream             | The-Dream, Tricky Stewart       | 3:55 |
| 13 | „Special”             | Brandy Pharrell       | The Neptunes                    | 5:26 |
| 14 | „Outro”               |                       | Snoop Dogg                      | 1:31 |

## More Malice
Reedycja albumu Malice n Wonderland nosi tytuł More Malice i jest wzbogacona o „krążek” CD z ośmioma dodatkowymi utworami, w tym remiksy utworów „I Wanna Rock (G-Mix)” z gościnnym udziałem Jaya-Z (pierwszy singel promujący album), „Gangsta Luv” oraz „Pronto (G-Mix)” z gościnnym udziałem raperów Soulja Boy Tell 'Em i Bun B. Drugim singlem promującym album jest utwór „That Tree”, w którym gościnnie pojawił się Kid Cudi.

### Lista utworów
| Nr | Tytuł                  | Gościnnie                  | Producent                 | Czas |
| -- | ---------------------- | -------------------------- | ------------------------- | ---- |
| 1  | „I Wanna Rock (G-Mix)” | Jay-Z                      | Scoop DeVille             | 4:00 |
| 2  | „Protocol"             |                            | Nottz                     | 3:14 |
| 3  | „So Gangsta”           | Butch Cassidy              | Dae One                   | 3:47 |
| 4  | „House Shoes”          |                            | Drumma Boy                | 3:05 |
| 5  | „That Tree”            | Kid Cudi                   | Diplo, Paul Devro         | 4:31 |
| 6  | „You’re Gonna Luv Me”  | Mac Lucci                  | Sakke                     | 3:03 |
| 7  | „Pronto (G-Mix)”       | Soulja Boy Tell 'Em, Bun B | B-Don, Super Ced          | 5:21 |
| 8  | „Gangsta Luv”          | The-Dream                  | The-Dream, Tricky Stewart | 4:17 |